# Hrvati u Egiptu
Hrvati u Egiptu su osobe u Egiptu s punim, djelomičnim, ili većinskim hrvatskim podrijetlom, ili u Hrvatskoj rođene osobe s prebivalištem u Egiptu.

## Povijest
Prvi poznati Hrvat u Egiptu je fatimidski državnik i vojskovođa na dvoru u Tunisu Džauhar (Djawhar ben Abd Allah) (911. – 992.). 969. je u vojnom pohodu osvojio Egipat i ondje dao podići novi grad, Kairo. Neki izvori drže druge osobe za osnivače Kaira.
Kroz srednji vijek ondje su dolazili Hrvati kao trgovci Dubrovačke i Mletačke Republike. Treća skupina Hrvata u Egiptu su islamizirani Hrvati iz Osmanskog Carstva koji su ondje dospjeli vojnim, trgovinskim i dr. kanalima.

### Za Austro-Ugarske
Novi veliki val nazočnosti Hrvata u Egiptu bio je kad se je gradio Sueski kanal. Prve naseobine radnici koji su radili na prokopu kanala osnovali su 1859. godine, a procjenjuje se da ih je bilo od nekoliko stotinjaka do tri tisuće. Dio ih je ostao i nakon otvaranja kanala 1869. godine. 
Posljednji kamen koji je dijelio Sredozemno od Crvenog mora razbio je Hrvat iz Selaca, Andrija Lončarić Josipov.
Poslije je u Egiptu postojala hrvatska naseobina u kojoj je živjelo nekoliko tisuća stanovnika.
Iz tog vremena datira spomenik jednom Hrvatu u Kairu. Katolički blagoslov vodio je Hrvat Lujo Ćurčija. 
Radnici koji su ostali radili su na poslovima u svezi sa Sueskim kanalom. Skupa sa Slovencima osnovali su 1895. godine prosvjetno-potporno društvo Slavjansku slogu, čiji je prvi predsjednik bio Lujo Žaja, a njegovalo je odnose s domovinom. Društvo se nije odnosilo pasivno, nego je i slalo financijsku pomoć u domovinu, kao što je bila pomoć stradalima u protumađarskom pokretu 1903. – 1904. godine.
Listopada 1907. otvorena je hrvatska škola u Aleksandriji nastojanjem tamošnjih rodoljuba, za koju je ministarstvo vanjskih poslova 1908. godine zajamčilo stalnu pripomoć.

### Za Kraljevine SHS
Hrvatska je zajednica zmeđu dvaju svjetskih ratova narasla na oko četiri tisuće pripadnika. Živjeli su uglavnom u ovim gradovima: Aleksandriji, Kairu, Port Saidu, Ismailiji i Suezu. Gospodarski su bili vezani na poslovno društvo koje je upravljalo Sueskim kanalom. Osim njih, bilo je i onih koji su radili kao trgovci, ribari, mornari i tvornički radnici. Zajednička je osobina svima bila da su pripadali nižem društvenom sloju. Društveni život hrvatske zajednice zamro je.

### Drugi svjetski rat
Vladajuća ideologijska paradigma do danas (2012.) kaže da se je da bi se izbjeglo moguću osvetu njemačke vojske na hrvatskom stanovništvu iz priobalja i otoka gdje se očekivala saveznička invazija, organiziran je zbjeg u El Shatt i zbjeg u južnu Italiju. Čudne i neobjašnjene okolnosti u svezi s tim zbjegom navele su hrvatskog znanstvenika Slavena Leticu da se možda radi i o britanskom ratnom zločinu, s obzirom na to da je više stotina Hrvata koji su umrli ondje jugokomunistička i velikosrpska propaganda cijelo vrijeme Jugoslavije, pa i poslije vodila kao žrtve ustaškoga sabirnog logora Jasenovca (poznata novinarka Smiljana Šunde zabilježila je kako su tako napravili u Sinaju s umrlim Podgoranima). (tako i do veljače 2011. se imena umrlih Hrvata na Sinaju se na mrežnim stranicama Jasenovac Research Institutea navode kao jasenovačke žrtve, nekima i uz krivotvorene podatke rođenja).
Više od 30.000 ljudi provelo je u izbjegličkom logoru ukupno 18 mjeseci. Povratak kućama započeo je početkom 1946. godine, smirivanjem prilika u Jugoslaviji i učvršćenjem Titove vlasti. Indikativno je da je taj povratak kasnio iz neopravdanih razloga: navodni "manjak" brodova i slične stvari; iz podatak iznesenih u dokumentarnom filmu, stječe se dojam kao da se htjelo opstruirati povratak Hrvata u Hrvatsku.

### Poslije drugog svjetskog rata
Broj pripadnika hrvatske zajednice naglo je opao nakon Drugoga svjetskog rata. Ostao je tek koji stotinjak Hrvata.

## Vanjske poveznice
- Slobodna Dalmacija Još ćutim pijesak u ustima